# USS Disdain (AM-222)
USS Disdain (AM-222) – trałowiec typu Admirable służący w United States Navy w czasie II wojny światowej. Służył na Pacyfiku przed przekazaniem Związkowi Radzieckiemu w programie lend lease.
Okręt został zwodowany 25 marca 1944 w stoczni American Shipbuilding Co., w Lorain (Ohio), matką chrzestną była J. P. Sturges. Jednostka weszła do służby 26 grudnia 1944, pierwszym dowódcą został Lieutenant H. D. Lindsay, Jr., USNR.
Brał udział w działaniach II wojny światowej. 21 maja 1945 został przekazany Związkowi Radzieckiemu na podstawie umowy lend lease, gdzie służył jako T-271.